# ショル語
ショル語（ショルご、шoр тили, shor tili; тадар тили, tadar tili）は、トゥバ語、 アルタイ語、 ハカス語とともにテュルク諸語北東語群（シベリア・テュルク語群）に属し、ロシア連邦ケメロヴォ州に住むショル人の間で、約1万人によって話されている。

## 言語名別称
- Aba
- コンドマ・タタール語（Kondoma Tatar）
- クズネツ・タタール語（Kuznets Tatar）
- ムラス・タタール語（Mras Tatar）
- Shortsy
- トミ・クズネツク・タタール語（Tom-Kuznets Tatar）

## 方言
ショル語は、ハカス語に近いムラス方言と、アルタイ語に近いコンドマ方言に分けられる。共和国の標準語はムラス方言を基盤として作られた。

## 表記体系
正書法は1927年にキリル文字を採用し、1929年にラテン文字を使用したのち、1938年から再び現行のキリル文字に改定された。

## 文法
アルタイ諸言語に共通の特徴として、SOV（主語-目的語-動詞）の語順を取ること、文法関係を名詞の格や動詞の活用を示す語尾（接尾辞）を語幹末に付着させて示す膠着語であることなど日本語とよく似た類型をもち、母音調和の現象が見られる。接尾辞は7種、主格（接尾辞はない）、対格（〜を：-ni/-ny）、属格（〜の：-ning/-nyng）、与格（〜へ、〜に：-ga/-ge）、位格（〜で：-da/-de）、奪格（〜から：-dang/-deng）、具格（〜によって：-nang/-neng/nong）。paza（と）を除いて接続詞を持たない。

## 音韻

### 母音
| 大文字 | 小文字 | 転写例 （ラテン文字表記と カナによる類似音） | 転写例 （ラテン文字表記と カナによる類似音） |
| ------ | ------ | -------------------------------------------- | -------------------------------------------- |
| А      | а      | a                                            | ア                                           |
| Е      | е      | ä                                            | エ                                           |
| О      | о      | o                                            | オ                                           |
| Ö      | ö      | ö                                            | ウ                                           |
| У      | у      | u                                            | ウ                                           |
| Ÿ      | ÿ      | ü                                            | ユ                                           |
| Ы      | ы      | y                                            | ウ                                           |
| И      | и      | i                                            | イ                                           |

ショル語の母音体系の基本となる短母音音素は8つある。長母音を表記するための専用の文字はなく、母音字を二つ重ねることでこれを表記する。二重母音はなく、半母音й をともなった aй, eй などがある。母音調和はа, ы, о, у の4つの後舌母音とе, и, ö, üの4つの前舌母音。
|        | 前舌 | 前舌   | 後舌 | 後舌 |
| 非円唇 | 円唇 | 非円唇 | 円唇 |      |
| ------ | ---- | ------ | ---- | ---- |
| 狭     | i    | y      | ɯ    | u    |
| 中央   | ɛ    | ø      |      | ɔ    |
| 広     |      |        | ɑ    |      |

| 音素 | 異音 | 条件 |
| ---- | ---- | --- |
| /ɑ/  | [ɑ]  | 軟口蓋音、口蓋垂音の前後。 |
| /ɑ/  | [ʌ]  | 軟口蓋音、口蓋垂音以外の子音の前後。 |
| /ɑ/  | [ɐ]  | 二音節語の最初の非強勢音節。 前の音節に非円唇後舌狭母音[ɯ]や非円唇中舌広めの狭母音[ɪ̈]、円唇後舌半広母音 [ɔ] や円唇後舌狭母音 [u] を含む場合。 など。 |
| /ɯ/  | [ɯ]  | |
| /ɯ/  | [ɪ̈]  | 二音節語の第一音節 多音節語の第二非強勢音節 語末 |
| /ɔ/  | [ɒ]  | 口蓋垂破裂音[q]、[ɢ]の後 |
| /ɔ/  | [ɔ]  | 上記以外 |
| /u/  | [ʊ]  | 多音節語の第二および第三の非強勢音節 二音節語の第一音節が/ɔ/を含む場合                                                                               |
| /u/  | [u]  | 上記以外 |
| /ɛ/  | [ɛ]  | ほとんどの場合。 |
| /ɛ/  | [æ]  | 二音節語の第二音節において、第一音節が[y]、[i]、[ɨ̞]を持つ場合 二音節語の第一音節において、後続の子音が硬口蓋接近音 [j] の場合 ほか一部の単音節語     |
| /i/  | [i]  | |
| /i/  | [ɪ]  | |
| /i/  | [ɨ̞]  | 非強勢音節、特に前の音節の母音が長母音である場合の第二音節や最終音節                                                                                 |
| /y/  | [y]  | |
| /y/  | [ÿ]  | コンドマ方言の特に南部コンドマ方言の話者に特徴的であり、[y]と同じ位置で現れる。                                                                      |
| /ø/  | [ø]  | |
| /ø/  | [ɵ]  | [ÿ]同様、コンドマ方言の特に南部コンドマ方言の話者に特徴的であり、[ø]と同じ位置で現れる。                                                             |

注釈[v]
1. ↑  非強勢の場合、やや弱化し、その調音は/ɯ/に近づく。[2]この二つは交代し得る。さらに、一部の方言には口蓋化された[ɑ̽]が存在し、[tʃ]、[ʃ] や[jl]のあとに出現することがある。[3]非強勢の [ɪ̈]/[ɯ] が弱化し、脱落することもある。[4]
2. ↑  非強勢の[ɪ̈]は音響的に非強勢の[ɐ]と類似している。[3]
3. ↑  コンドマ方言の特に南部コンドマ方言の話者に特徴的である。
4. ↑  南部コンドマ方言の話者に特徴的である。

上記の短母音には対応する長母音がそれぞれある。ショル語では、母音の長短のみの違いがある単語があるため、音韻的に区別される。

### 子音
出典：
|        | 両唇 | 唇歯  | 歯歯茎  | 歯茎 | 後部歯茎 | 硬口蓋 | 軟口蓋 |
| ------ | ---- | ----- | ------- | ---- | -------- | ------ | ------ |
| 鼻     | m    |       |         | n    |          |        | ŋ      |
| 破裂   | p    |       | t       |      |          |        | k g    |
| 破擦   |      |       | tʃ (ts) |      |          |        |        |
| 摩擦   |      | (f v) | s       | l    | ʃ        | (ɕ)    | (x)    |
| 接近   |      |       |         |      |          | j      |        |
| ふるえ |      |       |         | r    |          |        |        |

括弧内はロシア語からの借用によって取り入れられた音素。
| 音素 | 異音 | 条件                                        |
| ---- | ---- | ------------------------------------------- |
| /p/  | [p]  | #_V, #_C, V_ C[-vd], C[- vd]_V, C_#, V_#    |
| /p/  | [b]  | V_V, C[son]_V, C[+vd]_V                     |
| /m/  | [m]  | #_C, V_V, C_V, _#                           |
| /t/  | [t]  | #_C, #_V, V_ C[-vd], C[- vd]_V, _#          |
| /t/  | [d]  | #_C, #_V, V_ C[-vd], C[- vd]_V, _#          |
| /s/  | [s]  | #_C, C_#, C[-vd]_V, C[son]_C[-vd]           |
| /s/  | [z]  | V_V, C[son]_V                               |
| /ʃ/  | [ʃ]  | #_C, C_#, V_C[-vd]                          |
| /ʃ/  | [ʒ]  | V_V, C[son]_V                               |
| /tʃ/ | [tʃ] | #_C, C_#, C[-vd] _V                         |
| /tʃ/ | [dʒ] | V_V, C[son]_V, C[+vd]_V                     |
| /l/  | [l]  | V_#, V_V, j_V                               |
| /r/  | [r]  | V_V, V_C, V_#                               |
| /n/  | [n]  | #_V, V_C, V_#                               |
| /j/  | [j]  | V_#, V_C, C[+vd]_V, C[son]_V, V_V           |
| /k/  | [k]  | #_V[-back], V[-back] _#, V[- back] _+C[-vd] |
| /k/  | [q]  | #_V[+back], V[+back] _#, V[+back] _+C[-vd]  |
| /g/  | [g]  | V[-back] _V[-back], C[son]_V[-back]         |
| /g/  | [ɣ]  | V[-back] _#                                 |
| /g/  | [ʁ]  | V[+back] _#                                 |
| /g/  | [ɢ]  | V[+back] _V[+back], C[son]_V[+back]         |
| /ŋ/  | [ŋ]  | V_#, V_C[+vd], V_C[son]                     |
| /f/  | [f]  |                                             |
| /v/  | [v]  |                                             |
| /x/  | [x]  |                                             |
| /ɕ/  | [ɕ]  |                                             |
| /ts/ | [ts] |                                             |

注釈[c]
1. ↑  前舌母音の前後では軽く硬口蓋化、円唇母音の前後で唇音化、語末で内破音化する。
2. ↑  語末の[p]は次の単語が母音が始まる場合には、有声化して[b]になる。
3. ↑  ムラッス川方言の上部トミ川方言では、[b]は[β]として発音される。[5]
4. ↑  /t/は通常共鳴音の後では[d]になるが、テュルク諸語に共通する語彙においては共鳴音[l], [r], [m], [j]の後でも有声化せず[t]のままであり続ける。
5. ↑  /tʃ/は形態素の境界を超えては有声化しない。
6. 1 2  ショル語では本来語頭に来ないが、直前の母音が省略されることで例外的に語頭に立つことがある。
7. ↑  前舌母音の後に発音される場合には硬口蓋化する。
8. ↑  [l]は[j]の後に来る場合、硬口蓋化する。
9. 1 2  形態素の境界で、接続する接尾辞の無声子音の前に現れる。
10. ↑  形態的に分解できない単語の一部は例外的に[q]が共鳴音と組み合わさることがある。
11. ↑  [q]と次の子音の間の後舌母音が脱落した場合、語頭で子音が続く場合がある。

ロシア語由来のいくつかの単語には子音と後続の前舌狭母音を[j]で区切るъや子音の硬口蓋化を示すьも使われる。

### 音節構造
出典：
本来語では6つある。
- V
- CV
- VC
- VCC
- CVC
- CVCC

これに加えて、ロシア語からの借用語ではほかに2つある。
- CCV
- CCVC

### 強勢
出典：
多くの場合、最終音節にあるが、二音節語で第二音節に狭母音がある場合、第一音節に置かれる。また、長母音が含まれる場合は、通常そこに強勢が置かれる。借用語においては、通常借用元の言語のものが保持される。

#### 第二強勢
語が接辞添加によって長くなると、第一強勢を最終音節に、第二強勢が第一音節に置かれる。ただし、語末の接尾辞が非強勢接尾辞の場合は例外である。